# Traktat z Casalanzy
Traktat z Casalanzy został podpisany 20 maja 1815 w Pastorano pomiędzy wojskami austriackimi i neapolitańskimi, po przegranej przez króla Joachima Murata (szwagra cesarza Napoleona Bonaparte) bitwie pod Tolentino.

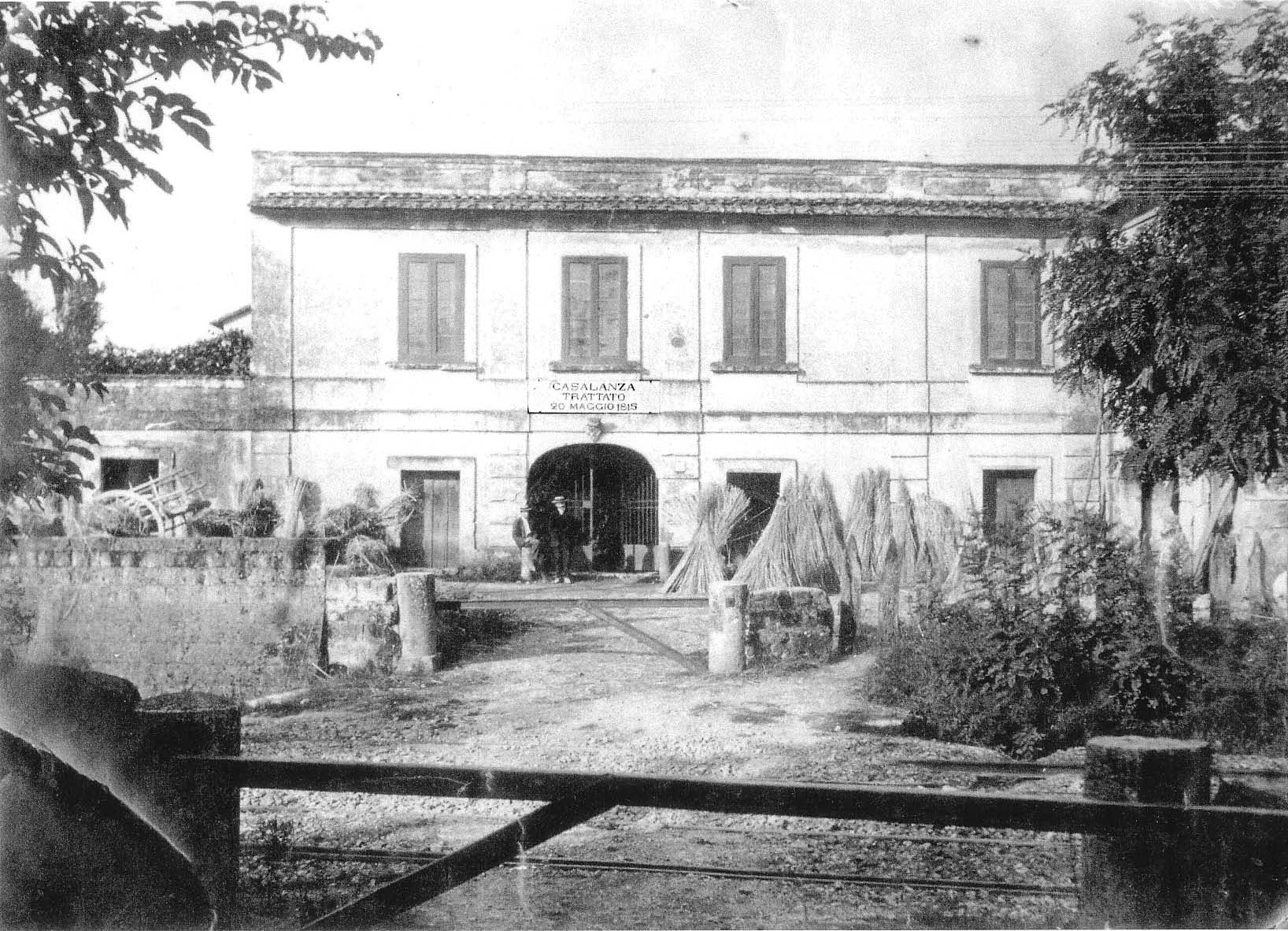
Casa Lanza, w której podpisano traktat

Traktat podpisany w domu rezydencjalnym barona Błażeja Lanzy w pobliżu miasta Kapua w prowincji Caserta położył kres dziesięcioletniemu panowaniu napoleońskiemu (przed Muratem panował Józef Bonaparte, brat Napoleona) w regionie. Cesarz Franciszek II Habsburg oddał panowanie w Neapolu w ręce sprzymierzeńca Ferdynanda I Burbona.
Ze strony neapolitańskiej podpis pod dokumentem złożył Pietro Colletta, pełnomocnik dowódcy, którym po bitwie i po wyjeździe Murata na Korsykę, był gen. Michele Carascosa. Ze strony austriackiej, a więc wygranych w bitwie pod Tolentino, dokument podpisali Adam Albert Neipperg, pełnomocnik generała Federico Bianchiego oraz John Fane, hrabia Westmorland, pełnomocnik króla Wielkiej Brytanii na dworze toskańskim.
Skutki traktatu były łagodne w stosunku do samych obywateli Królestwa Neapolu. Dowództwo wojskowe zachowywało swoje stopnie. Granice królestwa nie ulegały zmianie. Traktat wzywał do powrotu króla Ferdynanda I Burbona, który panował w czasach przednapoleońskich. Do swoich domów mieli powrócić jeńcy wojenni. Wszystkie garnizony, z wyjątkiem ankońskiego, peskarskiego i gaetańskiego, miały złożyć broń. Te trzy miasta nie były pod kontrolą gen. Carascosy.